# Ján Simkanič
Ján Simkanič (* 14. srpna 1978) je český novinář a publicista.
Vystudoval ekonomii a překladatelství na FF UK Praha. Jako publicista přispíval do Literárních novin, Lidových novin a časopisu Profit.
V letech 2001–2018 působil ve společnosti Internet Info, ponejprv jako redaktor finančního serveru Měšec.cz, později byl zodpovědný za obsahový rozvoj titulů a marketing; nakonec byl jejím výkonným ředitelem. Od roku 2009 je předsedou výkonné rady profesního Sdružení pro internetový rozvoj v České republice (SPIR). Příležitostně publikuje články v týdeníku Respekt a na serveru Lupa.cz, byl recenzentem časopisu iLiteratura.cz a publikoval na serveru DigiZone.cz Je duchovním otcem ankety Křišťálová Lupa, jejíž slavnostní vyhlášení několik let moderuje společně s Tomášem Hanákem.
Od roku 2018 je ředitelem nezávislého Deníku N.

## Knihy
- České nesvědomí, Praha 2013
- Mediální revoluce, Praha 2014[13]
- Mé dětství v socialismu, Praha 2014, editor